# Amandine Lhote
Pour les articles homonymes, voir Lhote.
Amandine Lhote, née le 22 décembre 1986 à Cambrai, est une kayakiste française pratiquant la course en ligne.
Elle fait partie du K4 français sélectionné pour participer aux Jeux olympiques d'été de 2016.